# HB Flugtechnik HB-207 Alfa
Die HB-207 Alfa ist ein Schul- und leichtes Reiseflugzeug des österreichischen Herstellers HB-Flugtechnik.

## Geschichte und Konstruktion
Die Alfa ist als Tiefdecker ausgelegt und wird von einem VW-Porsche HB-2400 G/2 Boxermotor mit 82 kW angetrieben. In der Alfa finden zwei Personen nebeneinander unter einer nach hinten schiebbaren Cockpithaube Platz. Das Flugzeug ist sowohl mit einziehbarem als auch mit einem festen Bugradfahrwerk erhältlich. Der Erstflug des Prototyps fand am 14. März 1995 statt. Das Flugzeug wird als Bausatz für den Amateurbau angeboten und benötigt mangels Musterzulassung eine Zulassung als Einzelstück.
Die Abbildung zeigt eine Version mit Fixfahrwerk und Rotaxmotor 912 S.

## Versionen
HB 207
- Version mit nicht einziehbarem Fahrwerk

HB 207RG
- Version mit einziehbarem Fahrwerk

## Technische Daten
| Kenngröße             | Daten                                           |
| --------------------- | ----------------------------------------------- |
| Besatzung             | 1+1                                             |
| Länge                 | 5,95 m                                          |
| Spannweite            | 9 m                                             |
| Höhe                  | 1,95 m                                          |
| Flügelfläche          | 9,50 m²                                         |
| Leermasse             | 450 kg                                          |
| max. Startmasse       | 640 kg                                          |
| Reisegeschwindigkeit  | 245 km/h                                        |
| Höchstgeschwindigkeit | 309 km/h                                        |
| Dienstgipfelhöhe      | 4265 m                                          |
| Reichweite            | 1200 km oder NM                                 |
| Triebwerke            | 1 × VW-Porsche HB-2400 G/2 Boxermotor mit 82 kW |